# Estelle Parsons
Estelle Margaret Parsons (Lynn, Massachusetts, 20 de novembre de 1927) és una actriu estatunidenca de teatre, televisió i cinema, guanyadora de l'Oscar a la millor actriu secundària el 1967 per la seva feina com Blanche Barrow a Bonnie i Clyde.

## Biografia
Va estudiar amb Lee Strasberg a l'Actor's Studio on es va exercir com a directora entre 1998 i 2003. Va ensenyar actuació a la Universitat Yale i la Universitat de Colúmbia.
Dues vegades nominada per l'Oscar, el va guanyar el 1967 per  Bonnie and Clyde com a actriu secundària. El 1970 va guanyar el premi Laurel per Raquel, Raquel dirigida per Paul Newman.
Va debutar al teatre (Off-Broadway) el 1961 i el 1963 va rebre el Theatre World Award per Whisper into My Good Ear/Mrs. Dally Has a Lover. Va actuar en l'estrena americana de Mahagonny de Kurt Weill el 1970 al costat de Lotte Lenya. Va obtenir quatre nominacions al Premi Tony del teatre de Broadway i el 2004 va ser incorporada a l'American Theatre Hall of Fame.
També va dirigir produccions de Romeo i Julieta, Macbeth i Così è (se vi pare) de Luigi Pirandello. Es va popularitzar en televisió entre 1988 i 1997 en el sitcom Roseanne com a Beverly, la mare pretensiosa.
Va estar casada amb Richard Gehman entre 1953 i 1958, amb qui va tenir dues filles bessones, i amb Peter Zimroth des de 1983.

## Filmografia principal
- 1963 - Ladybug Ladybug: mare de Johnn
- 1967 - Bonnie i Clide (Bonnie and Clyde): Blanche
- 1968 - Rachel, Rachel: Calla Mackie
- 1969 - Don't Drink the Water: Marion Hollander
- 1970 - The Front Page (TV): Mollie Malloy
- 1970 - Watermelon Man: Althea Gerber
- 1970 - I Never Sang for My Father: Alice
- 1970 - Jo vigilo el camí (I Walk the Line): Ellen Haney Tawes
- 1973 - Two People: Barbara Newman
- 1973 - Terror on the Beach (TV): Arlene Glynn
- 1974 - June Moon (TV): Lucille
- 1974 - A Memory of Two Mondays (TV): Agnes
- 1974 - The Gun and the Pulpit (TV): Sadie Underwood
- 1974 - For Pete's Sake: Helen Robbins
- 1975 - The Tenth Level (TV): Crossland
- 1975 - Fore Play: 1a dama / Barmaid
- 1975 - The UFO Incident (TV): Betty Hill
- 1976 - Big Henry and the Polka Dot Kid (TV): Edwina
- 1979 - Backstairs at the White House (fulletó TV): Bess Truman
- 1981 - Guests of the Nation (TV): Kate O'Connell
- 1981 - The Gentleman Bandit (TV): Marjorie Seebode
- 1982 - Come Along with Me (TV): Mabel Lederer
- 1988 - Open Admissions (TV): Clare Block
- 1990 - Everyday Heroes (TV): Matty Jennings (Principal)
- 1990 - The Blue Men: May
- 1990 - Dick Tracy: Mrs. Trueheart
- 1990 - Les Lemon Sisters (The Lemon Sisters): Mrs. Kupchak
- 1992 - A Private Matter (TV): Mary Chessen
- 1993 - The American Clock (TV): Older Doris
- 1995 - Boys on the Side: Louise the Psychic
- 1997 - That Darn Cat: Old Lady McCracken
- 1998 - La carta d'amor (The Love Letter) (TV): Beatrice Corrigan
- 1999 - Freak City (TV): Mrs. Stanapolous
- 2004 - Strip Search (TV): Roberta Gray
- 2005 - Empire Falls (TV): Bea
- 2011 - Wilde Salomé: ella mateixa